# Vitória FC
Vitória Futebol Clube er en portugisisk fodboldklub fra Setúbal, der spiller i Bwinligaen.

## Titler
Portugalssmesterskabet
- Sølv (1): 1972
- Bronze (3): 1970, 1973. 1974

Pokalturneringen
- Vinder (3): 1965, 1967, 2005
- Sølv (8): 1927, 1943, 1954, 1962, 1966, 1968, 1973, 2006

Super Cup
- Finalist (2): 2005, 2006

## Historiske slutplaceringer
| Sæson       | Niveau | Liga          | Placering | Kilde(r) |
| ----------- | ------ | ------------- | --------- | -------- |
| 2010.–2011. | 1.     | Primeira Liga | 12.       | [ 1 ]    |
| 2011.–2012. | 1.     | Primeira Liga | 11.       | [ 2 ]    |
| 2012.–2013. | 1.     | Primeira Liga | 12.       | [ 3 ]    |
| 2013.–2014. | 1.     | Primeira Liga | 7.        | [ 4 ]    |
| 2014.–2015. | 1.     | Primeira Liga | 14.       | [ 5 ]    |
| 2015.–2016. | 1.     | Primeira Liga | 15.       | [ 6 ]    |
| 2016.–2017. | 1.     | Primeira Liga | 12.       | [ 7 ]    |
| 2017.–2018. | 1.     | Primeira Liga | 14.       | [ 8 ]    |
| 2018.–2019. | 1.     | Primeira Liga | 13.       | [ 9 ]    |
| 2019.–2020. | 1.     | Primeira Liga | 16.       | [ 10 ]   |